# История почты и почтовых марок Фуншала
История почты и почтовых марок Фуншала соответствует периоду отдельных почтовых эмиссий для этого главного города португальского острова Мадейра, с оригинальными надписями или надпечатками порт. «Funchal» («Фуншал»; 1892—1905).

## Краткий обзор
В истории почты Фуншала, являющегося столицей административного округа Мадейра, первоначально, с 1868 года, для почтовых нужд употреблялись марки Мадейры. Однако в 1892—1905 годах здесь выходили собственные почтовые марки с надписью «Funchal» («Фуншал»), которые были также в обращении на всём острове. Их сменили марки Азорских островов, с 1910 года использовались португальские марки, а с 1980 года в обращении снова находятся марки Мадейры.

## Выпуски почтовых марок
В 1892 году были отпечатаны типографским способом первые восемь стандартных марок с оригинальныой надписью «Funchal» и номиналами от 5 до 80 рейсов. В следующем году к ним были добавлены четыре марки более высоких номиналов — от 100 до 300 рейсов. При этом в 1893 году марку в 5 рейсов, а в 1896 году марку в 100 рейсов употребляли разрезанными пополам для наклеивания соответственно на газеты (в качестве газетных марок) или конверты. Такие бисекты имели половинную стоимость.
Новая эмиссия почтовых марок состоялась в 1897 году и была затем пополнена недостававшими номиналами в 1898, 1899 и 1905 годах. В общей сложности эти выпуски охватывали 19 номиналов — от 2½ до 500 рейсов, из которых 100-рейсовая марка опять была официально разрешена к применению на конвертах в разрезанном виде. Эти почтовые миниатюры представляли собой общепортугальские стандарты того времени с дополнительным надпечатыванием в специально отведенных на марках местах названия «Funchal» и цифр номинала чёрной краской (в двух случаях была использована красная краска). Одна из марок, достоинством в 25 рейсов, была издана в 1899 году буклетами по шесть штук.
Всего, не считая разновидностей зубцовок, бисектов и буклета, было выпущено 34 миниатюры. На всех марках Фуншала изображён портрет предпоследнего португальского короля Карлуша I Мученика.